# Планиране
 Тази статия е за съставянето на планове.  За вида полет вижте Планиране (полет).  
Планирането е оптимално разпределение на ресурси за постигане на определен резултат, както и цялата дейност по определянето на целите, задачите и действията в бъдеще.
В най-общ вид обхваща следните етапи:
- определяне на целите и задачите;
- съставяне на програма на действията (проектиране);
- изготвяне на варианти на програмата (вариантно проектиране);
- уточняване на необходимите ресурси (финансови, материални, човешки) и източниците им;
- определяне на изпълнителите на задачите и сроковете за изпълнението им;
- записване на резултата от планирането – във вид на план, проект, програма, писмена заповед и др.